# گربه‌کوسه دم‌سفت
گربه‌کوسه دم‌سفت (نام علمی: Galeus arae) نام یک گونه از سرده گربه‌کوسه‌های دم‌اره‌ای است.